# Fluweelengrot
Fluweelengrot es el nombre que recibe una cueva formada por la extracción de piedra caliza y que se encuentra en la ciudad neerlandesa de Valkenburg.
La cueva debe su nombre a Andreas Flouin. En el siglo XVII, el poseía la propiedad de la cueva. Otras fuentes indican que la cueva debe su nombre al Fluwientje. La cantera de piedra caliza subterránea causada por la extracción para la construcción del castillo de Valkenburg se encuentra debajo de las ruinas del castillo. Tras la finalización del castillo fue utilizado para la construcción de viviendas, iglesias y otros edificios.
Debido a las actividades de extracción, ha surgido un extenso laberinto de corredores y túneles. La longitud del Fluweelrot es más de 5 kilómetros, con el sistema completo de pasillos de todas las cuevas en Valkenburg alcanzado más de 200 kilómetros.
En 1937 se descubrió una nueva parte de la cueva. Había varias rutas de escape desde el castillo a las cuevas reveladas por casualidad.  Estos corredores fueron tallados por ejércitos enemigos que intentaron socavar el castillo. Los pasillos fueron excavados detrás del castillo para permito el paso a los enemigos. Una gran parte de las rutas de escape fueron destruidas y/o dañadas por la excavación del Fluweelengrot, pues en aquel momento se desconocía la existencia de los corredores. Parte de los pasillos fueron restaurados en el siglo XX y se utilizan hoy en día para recorrer las ruinas del castillo.

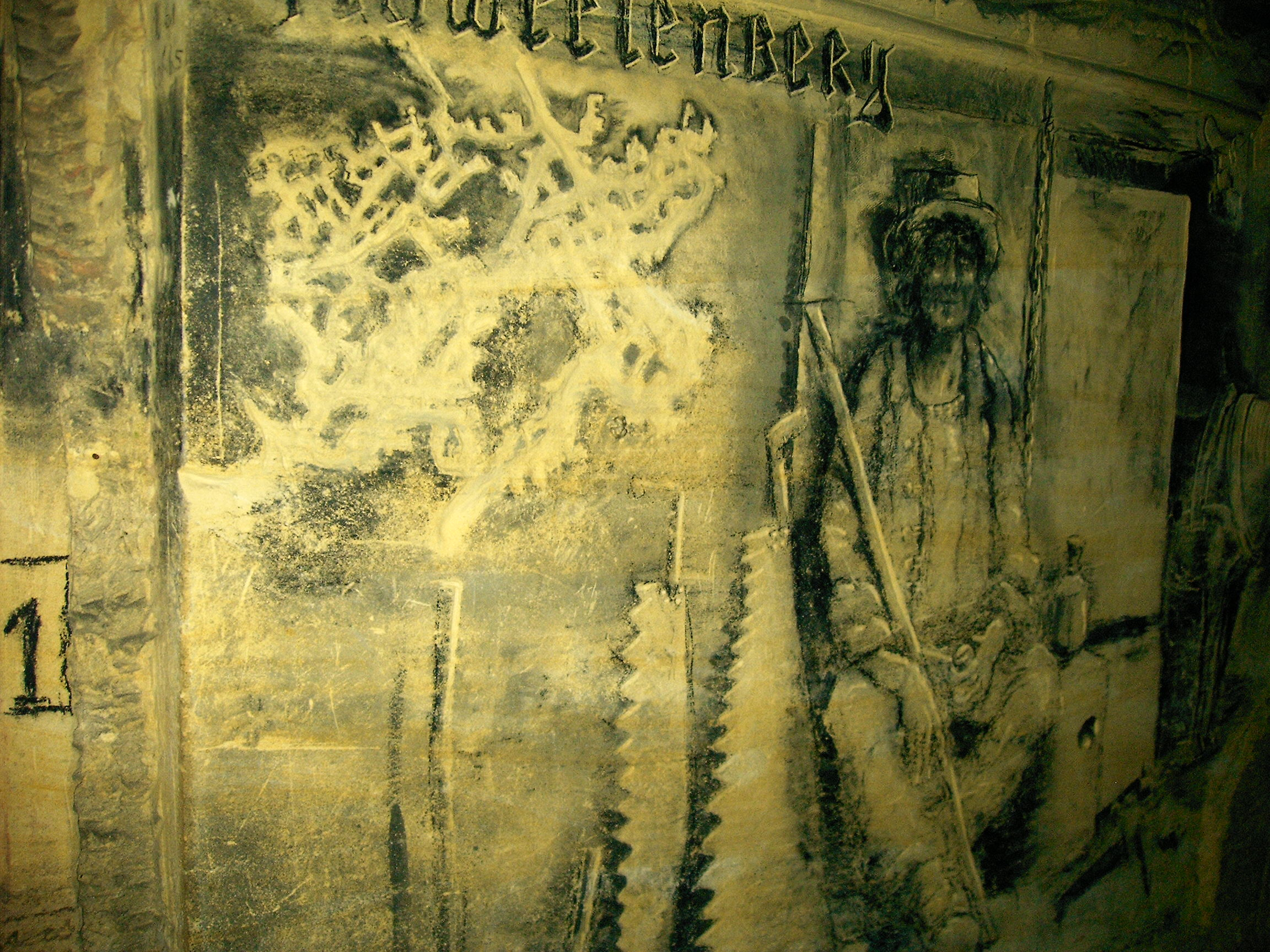
Otra vista del lugar